# 国立病院機構信州上田医療センター
独立行政法人国立病院機構信州上田医療センター（どくりつぎょうせいほうじんこくりつびょういんきこうしんしゅううえだいりょうセンター）は、長野県上田市にある医療機関。独立行政法人国立病院機構が運営する病院である。旧国立長野病院及び旧国立東信病院を統合した独立行政法人国立病院機構長野病院が、2011年4月1日に改称した。政策医療分野におけるがん、循環器病の専門医療施設であり、上田市・東御市・長和町・青木村で構成される上小保健医療圏の基幹病院としての役割を担う。地域医療支援病院の承認を受ける。

## 沿革

### 旧国立長野病院
- 1933年（昭和8年）5月 - 宇都宮衛戍病院上山田転地療養所創設
- 1945年（昭和20年） - 長野陸軍病院上山田分院、長野陸軍病院に。陸軍解体により厚生省へ移管、国立長野病院として発足
- 1997年（平成9年）7月 - 長野赤十字上山田病院（現長野赤十字病院附属上山田診療所）へ

### 旧国立東信病院
- 1944年（昭和19年）8月 - 日本医療団上田奨健寮創設[注釈 1]
- 1947年（昭和22年）4月 - 厚生省へ移管後、国立松本療養所上田分院発足
- 1947年（昭和22年）7月 - 国立長野療養所上田分院となる
- 1950年（昭和25年）4月 - 国立上田療養所となる
- 1954年（昭和29年）11月 - 伝染病棟併設(上田市他9町村病院組合立)
- 1961年（昭和36年）4月 - 国立東信病院となる
- 1976年（昭和51年）4月 - 附属看護学校開設

### 統合後
- 1997年（平成9年）7月1日 - 国立長野病院と国立東信病院を統合(旧国立東信病院の地)
- 2001年（平成13年） - 厚生労働省移管
- 2004年（平成16年）4月 - 独立行政法人化により独立行政法人国立病院機構長野病院となる
- 2011年（平成23年）4月1日 - 独立行政法人国立病院機構信州上田医療センターへ名称変更。

## 診療科
- 内科
- 精神科
- 神経内科
- 呼吸器科
- 消化器科
- 循環器科
- 小児科
- 外科
- 整形外科
- リウマチ科
- 形成外科
- 脳神経外科
- 心臓血管外科
- 皮膚科
- 泌尿器科
- 産科
- 婦人科
- 眼科
- 耳鼻咽喉科
- リハビリテーション科
- 放射線科
- 歯科口腔外科
- 麻酔科

※斜体は休診中。

## 主な機能
- 地域医療支援病院
- 地域周産期母子医療センター
- エイズ治療拠点病院
- 臨床研修指定病院（管理型・協力型）

## アクセス
- JR東日本北陸新幹線・しなの鉄道しなの鉄道線・上田電鉄別所線上田駅下車、上田バス信州上田医療センター行などで約8分、「信州上田医療センター」下車。
- 上信越自動車道上田菅平ICより約15分。